# Ernst Friedrich III. (Sachsen-Hildburghausen)

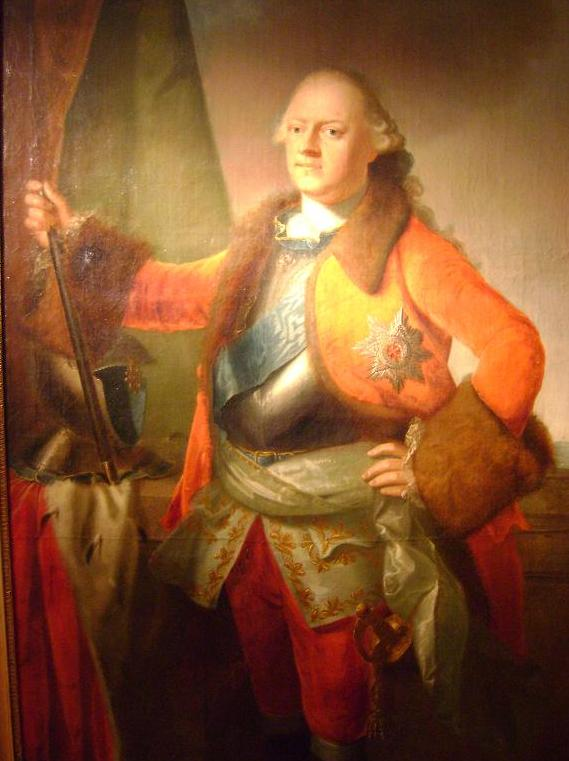
Herzog Ernst Friedrich III. von Sachsen-Hildburghausen, Gemälde von Johann Valentin Tischbein, ca. 1765

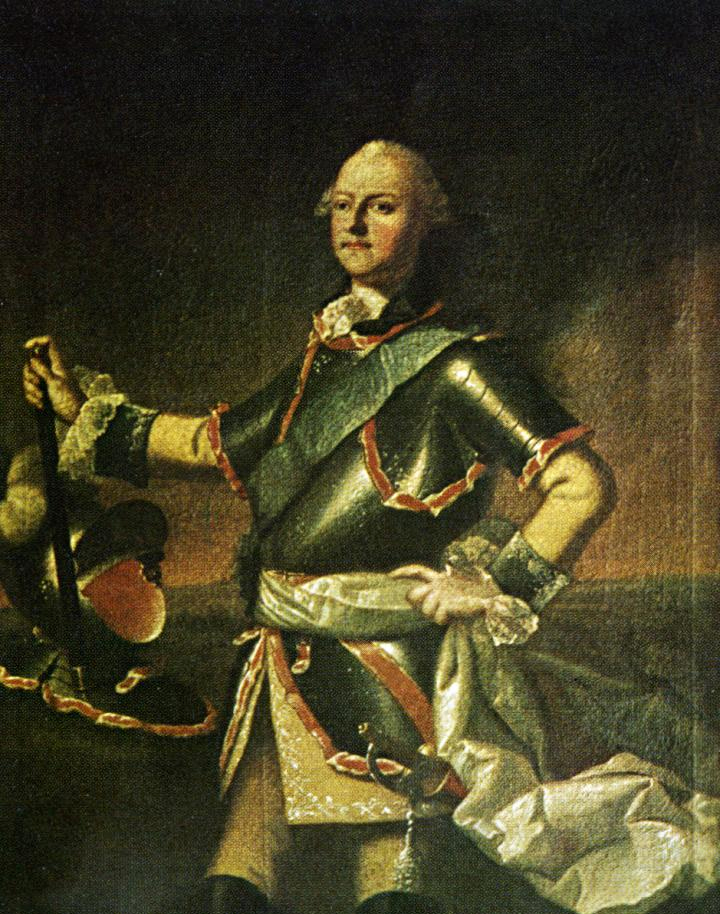
Ernst Friedrich III. von Sachsen-Hildburghausen

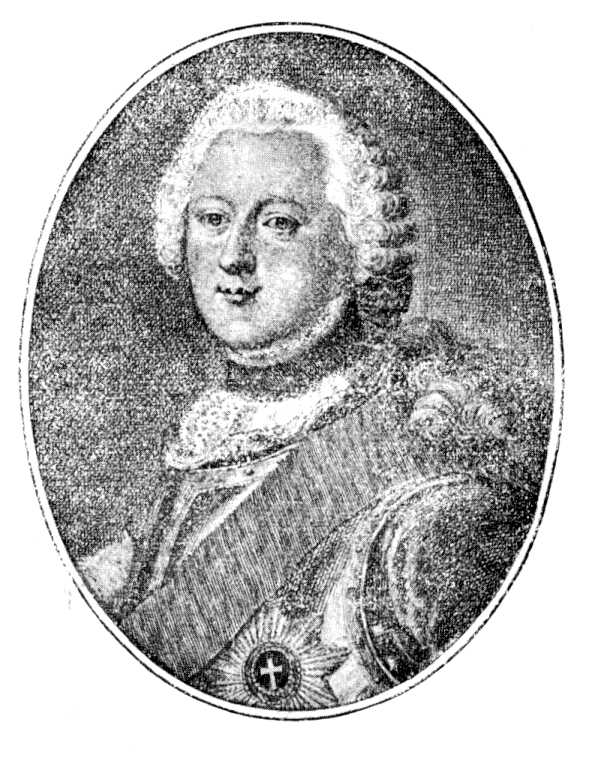
Ernst Friedrich III. von Sachsen-Hildburghausen, Kupferstich von Johann Christoph Sysang

Ernst Friedrich III. Carl von Sachsen-Hildburghausen (* 10. Juni 1727 in Königsberg in Franken; † 23. September 1780 im Jagdschloss Seidingstadt) war Herzog von Sachsen-Hildburghausen aus dem Hause der ernestinischen Wettiner.

## Leben
Ernst Friedrich III. Carl war der älteste Sohn des Herzogs Ernst Friedrich II. von Sachsen-Hildburghausen und dessen Gemahlin Gräfin Caroline von Erbach-Fürstenau. Damit gehörte er dem Haus Sachsen-Hildburghausen an. Nach dem Tod seines Vaters 1745 übernahm Ernst Friedrich III. die Regierung, stand aber bis 1748 unter Vormundschaft seiner Mutter. Die übliche Kavaliersreise unternahm er gemeinsam mit seinem Bruder Eugen. Bereits mit 17 Jahren war ihm von Kurfürst Karl Theodor der Hubertusorden und 1746 durch König August III. von Polen der Weiße Adlerorden verliehen worden.
Er galt als intelligent, talentvoll, Künsten und Wissenschaften zugewandt, vor allem aber als einer der schönsten Fürsten seiner Zeit. Er stiftete der Stadt wieder eine Bibliothek und erwarb 1748 das Gut und Schloss Hellingen, das er seinem Onkel Ludwig Friedrich von Sachsen-Hildburghausen als Apanage überließ. 1750 ließ er das alte „Ballhaus“ zu einem Hoftheater umgestalten, in dem er für freien Eintritt spielen ließ. Die in Originalsprache aufgeführten Opern erregten allerdings kaum das Interesse der Residenzbewohner. Der Herzog, der mit seinem Hofstaat allein im Theater saß, ging dann missgelaunt höchstpersönlich auf umliegende Felder und holte die dort tätigen Bauern mit freundlicher Gewalt zur Aufführung. Spätestens von 1765 bis 1768 stand Johann Valentin Tischbein in seinen Diensten als Hofmaler.
1755 wurde durch den fürstlichen Kammerpräsidenten und ehemaligen brandenburgischen Baudirektor Albrecht Friedrich von Keßlau mit dem Bau der Waisenkirche begonnen, der heutigen Neustädter Kirche. Im selben Jahr versuchte der Herzog den Prozess beim Reichsgericht gegen Sachsen-Meiningen um das halbe Amt Schalkau zu beschleunigen, doch wurde die Angelegenheit erst 1789 endgültig beigelegt.
Nachdem man bei Brattendorf Silber gefunden hatte, machte Ernst Friedrich III. 1757 vom Münzregal Gebrauch, wurde aber in eine Klage des Reichsfiskus verwickelt. Die Qualität der Münzen war so schlecht, dass sie schon bei der Auslieferung schwarz geworden und wieder eingeschmolzen werden mussten. Der Herzog überließ die Münzstätte seinem Bruder Eugen und wendete sich ab 1760 der Alchemie zu. Er arbeitete dabei selbst und kostenintensiv im Untergeschoss des Schlosses an verschiedenen Experimenten zur Entdeckung der „Goldtinktur“ und des „Steins der Weisen“.
Die maßlose Verschwendungssucht in übertriebenem Hof- und Militärprunk machten schließlich 1769 höchste Stellen auf die Finanzlage des Landes aufmerksam. Kaiser Joseph II. bildete eine Debitkommission unter Direktion der Herzogin Charlotte Amalie von Sachsen-Meiningen, des Prinzen Eugen von Sachsen-Hildburghausen und des Prinzen Joseph Friedrich von Sachsen-Hildburghausen, dem Großonkel des Herzogs, zur Untersuchung der Forderungen der Gläubiger und Regulierung der Einnahmen und Ausgaben. Die Finanzlage des Landes war derart zerrüttet, dass auch eine 35 Jahre währende Dauer dieser Kommission die Verhältnisse nicht vollständig ordnen konnte.
Der große Brand der Stadt Hildburghausen am 19. August 1779 veranlasste den Herzog endgültig, sich auf das Jagdschloss Seidingstadt zurückzuziehen, wo er am 23. September 1780 starb.

## Ehen und Nachkommen
Der Herzog war dreimal verheiratet. Am 1. Oktober 1749 ehelichte er auf Schloss Hirschholm Louise (1726–1756), einzige Tochter von König Christian VI. von Dänemark und dessen Gemahlin Sophie Magdalene von Brandenburg-Kulmbach, die 1756 nach langer Krankheit starb. Mit ihr hatte er eine Tochter, die jedoch das Kleinkindalter nicht überlebte:
- Friederike Sophie Juliane Karoline (1755–1756)

Aus Anlass dieser Eheschließung erhielt der Herzog den dänischen Elefanten-Orden und den Ordre de l’union parfaite. Ernst Friedrich III. stiftete zu Ehren seiner Frau auch selbst den Ordre de l’heureuse alliance (deutsch Orden des glücklichen Bundes), der an die höchsten Hof- und Staatsdiener verliehen wurde. Das Ordenszeichen war ein goldenes, weiß emailliertes Malteserkreuz mit der Ordensdevise Fidélité et Constance (Treue und Beständigkeit), das an einem rosa Band mit silbernen Seitenstreifen um den Hals getragen wurde. Nach dem Tod seiner Gattin erlosch der Orden.
In zweiter Ehe heiratete Ernst Friedrich III. am 20. Januar 1757 auf Schloss Christiansborg in Kopenhagen Christiane Sophie Charlotte von Brandenburg-Bayreuth (1733–1757), Tochter des Markgrafen Friedrich Christian von Bayreuth, die bereits selben Jahres im Kindbett starb. Die Tochter dieser Ehe starb im Säuglingsalter:
- Friederike Sophie Marie Karoline (*/† 1757)

Seine dritte Ehe schloss der Herzog am 1. Juli 1758 mit Ernestine Auguste (1740–1786) in der fränkischen Residenzstadt Bayreuth. Sie war Tochter des Herzogs Ernst August von Sachsen-Weimar-Eisenach und wurde nach dem Tod ihrer Eltern in  Bayreuth erzogen. Mit ihr hatte er folgende Kinder:
- Ernestine Friederike Sophie (1760–1776)

⚭ 1776 Herzog Franz von Sachsen-Coburg-Saalfeld (1750–1806)
- Christiane Sophie Karoline (1761–1790)

⚭ 1778 Prinz Eugen von Sachsen-Hildburghausen (1730–1795)
- Friedrich (1763–1834), Herzog von Sachsen-Hildburghausen; seit 1826 von Sachsen-Altenburg

⚭ 1785 Prinzessin Charlotte von Mecklenburg-Strelitz (1769–1818)
Daneben hatte er noch drei uneheliche Töchter aus seiner Beziehung mit der Hofdame Sabine Dorothea Isabella von Carlowitz, einer Tochter von Georg Karl von Carlowitz:
- Caroline von Heldburg (1759–1830)

⚭ Friedrich Ludwig Karl von Boxberg (1755–1831, Adelsgeschlecht Boxberger)
- Luise von Heldburg († 1797)

⚭ Carl von Imhoff († 1843), sachsen-coburg-gothaischer Kammerherr, Oberstleutnant und Postdirektor (Patriziergeschlecht Imhoff)
- Friederike von Heldburg († 1839)

⚭ Ludwig Friedrich Karl Gotthold Marschall gen. Greiff († 1801), sachsen-coburgischer Geheimer Rat und Landjägermeister (Adelsgeschlecht Marschall genannt Greiff)